# Jalševec Breški
Jalševec Breški is een plaats in de gemeente Ivanić-Grad in de Kroatische provincie Zagreb. De plaats telt 669 inwoners (2001).